# Panzerwurfmine

Схематичне зображення Panzerwurfmine

Panzerwurfmine (скорочено PWM) — ручна кумулятивна протитанкова граната яку використовували наземні частини Люфтваффе під час Другої світової війни.

## Поява
Своєю появою Panzerwurfmine багато в чому завдячує Panzerfaust (особливо боєголовкою), який був подібний за конструкцією та експлуатацією. Основна відмінність полягала в тому, що PWM мав трубку, прикріплену до заряду, яка йшла позаду, зі стабілізаторами, які прикріплені до задньої частини трубки.

## Передумова
Для максимальної ефективності кумулятивної протитанкової міни або гранати, необхідно щоб вона щільно прилягала до броні для того щоб кумулятивний промінь міг пробити броню під кутом дев'яносто градусів. Найкращий спосіб досягти цього встановити вибуховий пристрій вручну. Проте, це несе загрозу життю піхотинцю який встановлює пристрій через захисний вогонь з танку та військ які його прикривають. Найбільш універсальною є версія яку можна кидати, але важче досягти щільного прилягання до броні щоб досягти кута у 90 градусів.
Panzerwurfmine розроблена таким чином, що досягти стабільного польоту, тому вона мала великі стабілізатори або вітрила у хвостовій частині для стабілізації траєкторії і досягнення кута у 90 градусів. Коли PWM влучає у броню, активується кумулятивний заряд. Проте, у бою Panzerwurfmine часто не виправдовувало сподівань, через недалеку відстань кидка, а також через не можливість досягнення 90 градусів, зменшуючи ефективність.

## Версії
Першою версією Panzerwurfmine був Panzerwurfmine Lang («довгий»). Її вага становила 1,36 кг, а загальна довжина — 53,3 см. Вона стабілізувалася у польоті стабілізаторами, які висувалися під час кидка. Вона вперше була представлена у травні 1943, всього протягом року було випущено 203800. З часом перевагу надали Panzerwurfmine Kurz («короткий»), яка стабілізувалася у польоту тканинною смугою, яка розкручувалася після кидка, крім того вона була коротшою.
Обидві конструкції мали боєголовки діаметром 11,4 см, з кумулятивним зарядом вагою 500 г яка могла пробивати приблизно 150 мм КГБ при куті у 0 градусів.